# Arboretum du Puy Chabrol
El Arboreto del Puy Chabrol (francés: Arboretum du Puy Chabrol, es un arboreto de 38 hectáreas de extensión, que se encuentra en la proximidad de Barsanges, en Meymac, en Corrèze, Limousin, Francia.

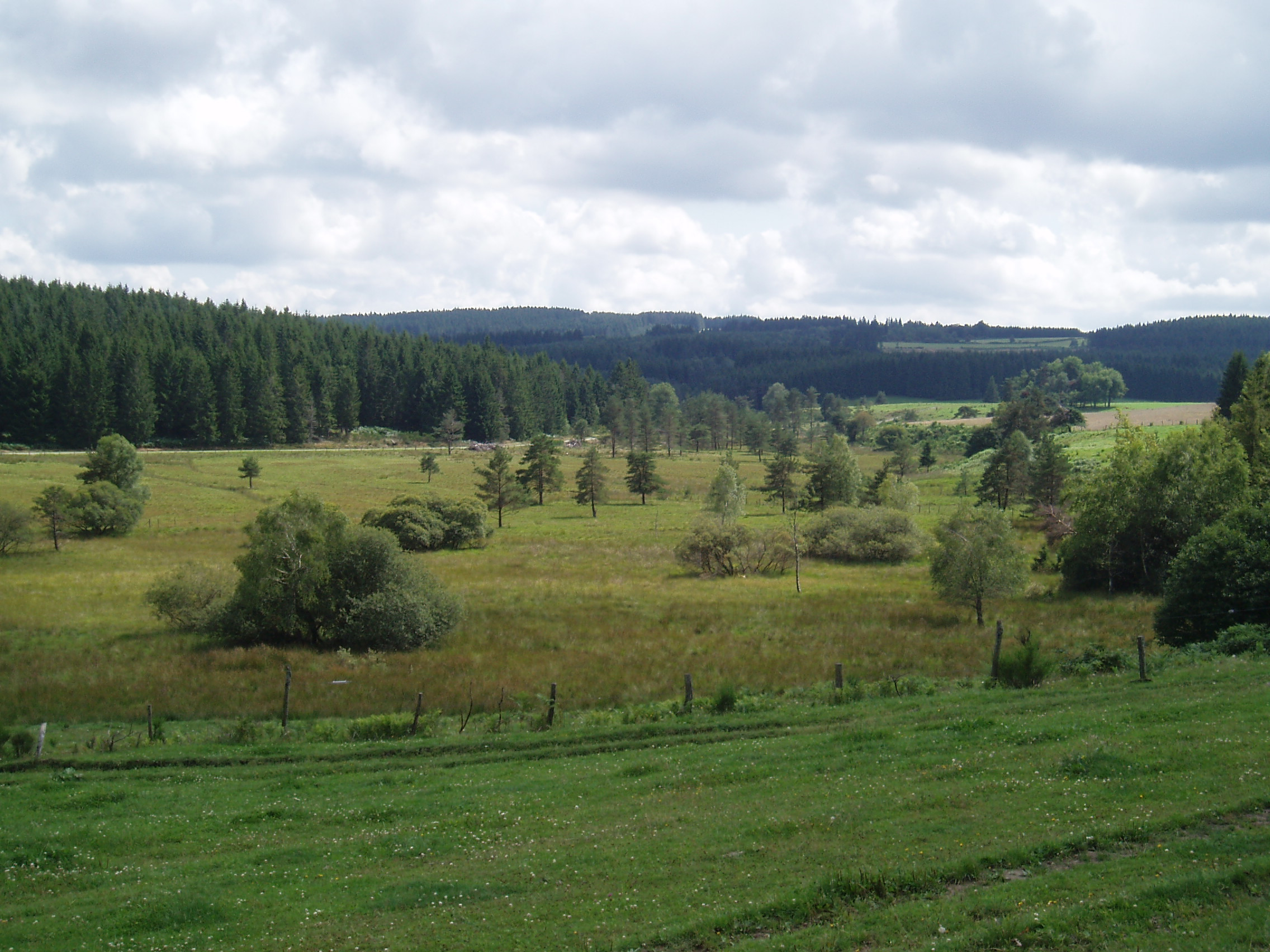
Turbera, pradera y bosque en el "Parc naturel régional de Millevaches en Limousin".

## Localización
La comuna de Meymac se sitúa al sur de la meseta « Millevaches Plateau » y al noroeste de las montañas Cantal.
Arboretum du Puy Chabrol Barsanges Meymac, Département de Corrèze, Limousin, France-Francia.
Planos y vistas satelitales.45°40′02″N 2°01′33″E / 45.66722, 2.02583
Está abierto al público desde el 1 de junio al 30 de septiembre.

## Historia
El arboreto fue creado entre la Primera Guerra Mundial y la Segunda Guerra Mundial por Marius Vazeilles (1881-1973), un naturalista y experto forestal.
En 1919, Marius Vazeilles al dejar su anterior trabajo en la administración de « Eaux et Forêts » (Agua y Bosques), trabaja en un vivero forestal se convierte en un experto en recursos forestales en Meymac.
Vazeilles desarrolló un programa de plantaciones en Puy Chabrol de casi 400 nuevas especies forestales (especialmente coníferas) desconocidas en la región y planta 38 hectáreas de arboreto.

## Colecciones
En el arboreto hay una mezcla de especies naturales y raras. 
Alberga numerosas variedades de árboles, arbustos y plantas herbáceas en el sotobosque. 
El arboreto alberga aproximadamente unas 400 especies exóticas principalmente coníferas que no se dan de forma natural en la región.